# XtriM
Тріо «XtriM» — український гурт, створений 20 грудня 2011 року. У складі групи три вокаліста: один тенор та два баритони — Станіслав Панькін, Ельдар Кабіров і Сергій Юрченко. Співають різними мовами та в різних стилях. Учасники проєкту «Битва хорів» (2013 рік, телеканал 1+1), суперфіналісти шоу X-Фактор (2014 рік, телеканал СТБ).

## Історія
Ще в курсантські роки Сергій Юрченко та Станіслав Панькін створили дует. Виступали впродовж 17 років під назвою «2-S». Згодом Сергій та Станіслав почали працювати до Луганського державному університеті внутрішніх справ імені Едуарда Дідоренка. У 2011 році познайомилися з капітаном команди КВН «Інший світ» Ельдаром Кабіровим та заснували тріо «Екстрим».
|  | Хобі, яке супроводжувало нас протягом серйозної роботи в міліції і слідстві, поступово переросло в спосіб життя. Ми співаємо душею, серцем і в цьому наша сила. А «Екстрим» розшифровується дуже просто: „Ексклюзивно три міліціонера“ |

## Склад учасників
Сергій Юрченко: пісенну кар'єру розпочав ще з дитинства. Як окремий соліст: переможець Міжнародних та Всеукраїнських фестивалів та конкурсів, володар гран-прі VIII Міжнародного фестивалю-конкурсу імені Ф. І. Шаляпіна, володар номінації «Золотий голос» огляду-конкурсу народного творчості серед вищих навчальних закладів МВС України, володар гран-прі ІХ Міжнародного фестивалю-конкурсу імені Ф. І. Шаляпіна, володар гран-прі ХІІ Міжнародного фестивалю мистецтв «У чорного моря», переможець телепроєкту Караоке на майдані, брав участь у телепроєкті Голос країни.
Станіслав Панькін: співає з дитинства. Неодноразово ставав лауреатом міжнародних, всеукраїнських, обласних фестивалів і конкурсів: 2003 рік — лауреат Міжнародного фестивалю країн СНД та Балтії «Співдружність» (м. Азов, РФ); 2006 рік — лауреат загального огляду-конкурсу професійних та аматорських колективів органів внутрішніх справ та вищих навчальних закладів, присвяченого 15-й річниці Незалежності України; 2008 рік — у складі дуету володар звань «Найкращий дует», «За високе професійне виконання» Всеукраїнського фестивалю творчості колективів художньої самодіяльності вищих навчальних закладів МВС України; у складі дуету володар Гран-прі VIII Міжнародного фестивалю естрадної та класичної музики імені Ф. І. Шаляпіна (м. Ялта), має диплом лауреата II ступеня VIII Міжнародного фестивалю естрадної та класичної музики імені Ф. І. Шаляпіна (м. Ялта); 2009 рік — у складі дуету переможець телевізійного проєкту Караоке на майдані, лауреат всеукраїнського фестивалю-конкурсу «Слобожанський Спас», у складі міжнародної делегації брав участь у святкуванні 30-річчя Воронезького юридичного інституту, володар Гран-прі IX Міжнародного фестивалю хорового та вокального мистецтва ім. Ф. І. Шаляпіна (м. Ялта); 2010 рік — у складі дуету володар звання «Найкращий дует» Всеукраїнського фестивалю творчості колективів художньої самодіяльності вищих навчальних закладів МВС України (м. Одеса), 2012 рік — отримав диплом II ступеня Міжнародного конкурсу дуетів «Песни, которые нас объединяют» (м. Мінськ, Республіка Білорусь).
Ельдар Кабіров: є автором та композитором пісень.Під час навчання в університеті почав грати у КВН, спочатку на регіональному рівні, а згодом у 2012 році у складі команди "Другой Мир" був фіналістом Вищої Українськоі ліги КВН, а також брав участь в 1/8 Прем'єр лізі КВН.З 2016 грає у Лізі Сміху у складі команди "Луганская сборная".Також у 2016 знявся в серіалі "Пацики". Брав участь у кастингу шоу "Голос Країни". На даний момент учасник гурту "30.02". У 2019 знявся в серіалі "Папік"

## Пісні, виконані в талант шоуХ-фактор
| Назва                                  | Автор                                                            | Інші виконавці                                                                             |
| -------------------------------------- | ---------------------------------------------------------------- | ------------------------------------------------------------------------------------------ |
| Adagio                                 | Томазо Альбіноні                                                 | Лара Фабіан, Il Divo                                                                       |
| Звезда по имени Солнце (cover версія)  | муз. та сл. Віктор Цой                                           | гурт «Кино»                                                                                |
| Вьюга                                  | муз. Ф.Писарєв, сл. Є.Захаров                                    | Лепс Григорій Вікторович                                                                   |
| Алёшкина любовь (разом з Ганною Овсюк) | муз. С.Д'ячков, сл. О.Гаджикасімов                               | Весёлые ребята (ВИА), Иванушки International                                               |
| Get Lucky                              | Томác Бангальте́р, Г.-М. де Омем-Кристо, Ф. Уильямс, Роджерс Найл | Daft Punk & Pharell Williams                                                               |
| Попурі зарубіжних пісень               |                                                                  | Джастін Тімберлейк, Bee Gees, Robbie Williams                                              |
| Чомусь так гірко плакала вона          | муз. та сл. О.Пономарьов                                         | О.Пономарьов                                                                               |
| Bohemian Rhapsody                      | муз.Фредді Мерк'юрі                                              | Queen                                                                                      |
| Вище неба                              | муз. та сл.Святослав Вакарчук                                    | Океан Ельзи                                                                                |
| The Phantom of the Opera               | муз.Ендрю Ллойд Веббер, Чарльз Харт, Ричард Стилгоу              | Майкл Кроуфорд, кавер версії Dreams of Sanity, Unreal та Roman Rain, Хор Турецького та ін. |
| Чао, бамбіно                           |                                                                  | Кар-мен                                                                                    |
| The Show Must Go On                    | муз.Браян Мей                                                    | Queen                                                                                      |

## Цікаві факти
- Під час прослуховування та відбору учасників у прямі ефіри талант шоу Ікс-Фактор 5 сезону співачка Ірина Білик, після завершення виступу гурту зажадала отримати номери телефонів у хлопців та як комплімент зазначила: «Я давно уже хочу, что бы со мной на сцене поработали такие талантливые ребята, как Вы».
- Жоден з учасників гурту не має професійного музичного виховання та не займався вокалом, але роблять професійний розклад голосів.
- Видатний італійський оперний та естрадний співак Алессандро Сафіна, формуючи склад хору на проєкті «Битва хорів», на виступ гурту Тріо XtriM промовив: «Варто було їм заспівати, і я почав сумніватися чи справді потрібно мені створювати жіночий хор? Вони заспівали елегантно, зі смаком». Довго вагався і врешті все ж таки зупинився на жіночих голосах. Гурт пройшов до команди Володимира Гришка.